# Pasquale Revoltella

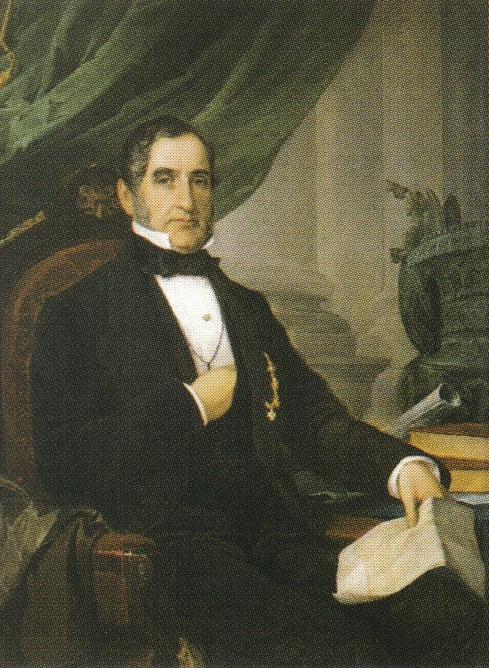
Pasquale Revoltella

Pasquale Revoltella (Venezia, 16 giugno 1795 – Trieste, 8 settembre 1869) è stato un imprenditore ed economista italiano.

## Biografia
Nacque in una modesta famiglia, figlio del macellaio Giovanni Battista e di Domenica. Rimasto presto orfano del padre e provvisto di una mediocre educazione, ancora giovinetto lasciò Venezia per cercare fortuna a Trieste.
Nel 1835 fondò una ditta per l'importazione di legnami e granaglie che si affermò rapidamente, raggiungendo in breve tempo una certa disponibilità finanziaria che gli consentì di acquisire diverse partecipazioni in molte società triestine.
Fu uno dei primi azionisti delle Assicurazioni Generali e consigliere d'amministrazione del Lloyd Austriaco.
Lavorando in quest'azienda diventò amico del barone Carlo Ludovico von Bruck, uno dei fondatori e presidente della società di navigazione e futuro ministro del Commercio e delle Finanze austriache.
Forte fu il suo impegno per l'apertura del canale di Suez, ritenuto determinante per lo sviluppo economico di Trieste, strettamente legato ai traffici marittimi.
Per il contributo determinante Revoltella venne nominato vicepresidente della Compagnia universale del Canale di Suez.
Nel 1860 fu incriminato e imprigionato dalle autorità austriache in seguito alle accuse di illeciti riguardanti le forniture date all'esercito durante la guerra con l’Italia nel 1859. Scagionato dopo breve tempo, perse uno dei suoi massimi sostenitori, il ministro Carlo Ludovico von Bruck, implicato nella vicenda, che si uccise.
Nel 1867 l'imperatore Francesco Giuseppe gli conferì il titolo di barone, riabilitandolo completamente.
Morì, dopo una lunga malattia, l'8 settembre 1869, e venne tumulato nella chiesa di San Pasquale Baylon. Lasciò le ricchezze accumulate nella sua vita alla città di Trieste, tra cui la sua casa di città (sita in piazza Venezia, allora piazza Giuseppina), con tutte le opere, gli arredamenti e i libri che essa conteneva, e che dal 1872 ospita il museo che porta il suo nome; lasciò inoltre la villa di campagna a disposizione estiva del primo cittadino di Trieste, oggi conosciuta come Villa Revoltella.
Sempre per sua disposizione testamentaria, venne poi istituita la Scuola Superiore di Commercio-Fondazione Revoltella, divenuta in seguito istituto universitario e base dell'attuale Università degli studi di Trieste.